# Кайракты (Актюбинская область)
Кайракты (каз. Қайрақты, до 2007 г. — Бородиновка) — село в Каргалинском районе Актюбинской области Казахстана. Входит в состав сельского округа Степной. Код КАТО — 154057200.

## Население
В 1999 году население села составляло 563 человека (270 мужчин и 293 женщины). По данным переписи 2009 года в селе проживали 134 человека (59 мужчин и 75 женщин).